# Carles Buïgas
Carles Buïgas i Sans (Barcellona, 18 gennaio 1898 – Cerdanyola del Vallès, 27 agosto 1979) è stato un architetto e ingegnere spagnolo.

## Biografia
Figlio di Gaietà Buïgas, venne allevato in seno a una famiglia agiata di Barcellona. A 7 anni la famiglia si trasferì a Montevideo per motivi di lavoro del padre. Nel 1910 tornò con la famiglia a Barcellona a causa della crisi economica che affliggeva l'Uruguay. Nel 1916 entrò a far parte della Scuola di Ingegneria Industriale di Barcellona, ma non terminò i suoi studi in quanto cominciò a lavorare come assistente per il progetto della futura Esposizione delle Industrie Elettriche di Barcellona. In seguito si laureò nella Facoltà di Ingegneria civile di Parigi.
Nel 1922 iniziò a disegnare il suo primo progetto di fonti luminose e cascate. Le sue prime opere si trovano nel Palau Reial de Pedralbes. Eugeni d'Ors definì il suo lavoro come un nuovo stile di arte, l'arte di agualuz (acqualuce).
In seguito realizzò il suo progetto più famoso, la Font màgica de Montjuïc, creata in occasione dell'Esposizione Universale del 1929 a Barcellona.
Durante la guerra civile spagnola si stabilì a Parigi, dove visse fino al 1942, realizzando grandi progetti e acquistando una notorietà internazionale anche se, a causa della crisi del secondo dopoguerra, molti dei progetti vennero annullati.
Trascorse gli ultimi anni della sua vita a Cerdanyola del Vallès, dove morì e venne sepolto.